# Eddy Seigneur

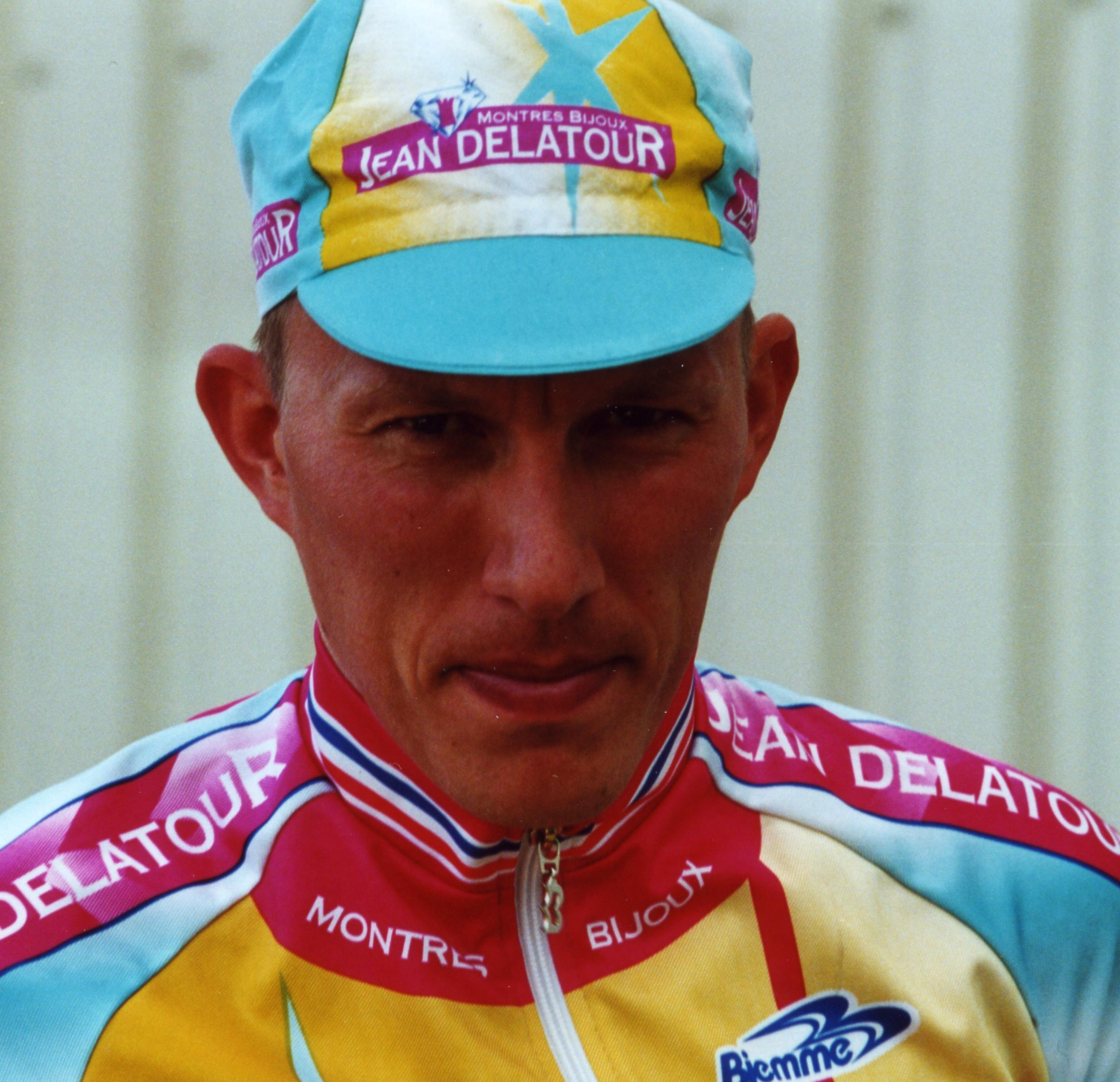
Eddy Seigneur, au critérium de Lèves en 2000.

Eddy Seigneur, né le 15 février 1969 à Beauvais, est un coureur cycliste français. Professionnel de 1992 à 2005, il a notamment été quatre fois champion de France du contre-la-montre, champion de France sur route en 1995 et vainqueur de la dernière étape du Tour de France 1994 sur les Champs-Élysées.

## Biographie
Après avoir pratiqué le football et le judo, Eddy Seigneur commence le cyclisme à l'âge de treize ans au VC Beauvais. En catégorie juniors, il intègre l'équipe de France et participe aux championnats du monde. Chez les amateurs, il court au CC Nogent-sur-Oise, alors sponsorisé par Z. Il est engagé par l'équipe professionnelle Z, d'abord comme stagiaire. Pour sa première course parmi les professionnels, il s'impose lors du prologue du Tour du Poitou-Charentes et de la Vienne. Il devient coureur professionnel dans la même équipe en 1992. En 1994, il remporte la dernière étape du Tour de France, après avoir été échappé en compagnie de Frankie Andreu qu'il règle au sprint après être parti à un kilomètre et demi de la ligne d'arrivée. Il devient un spécialiste du contre-la-montre à partir de 2002 et a pris sa retraite en 2005. Il a remporté à quatre reprises le titre de champion de France contre-la-montre et celui de la course en ligne en 1995.
Après la fin de sa carrière de coureur en 2005, il passe les diplômes de directeur sportif en 2006. Il commence « par des vacations avec Cofidis » en 2007, puis encadre l'équipe Crédit agricole en 2008. Il devient responsable logistique dans l'équipe kazakhe Astana en 2010, dirigée par le Français Yvon Sanquer. De 2013 à 2016, il exerce la fonction de directeur sportif dans l'équipe IAM. Sans emploi après la disparition de cette équipe, il devient chauffeur de taxi à Chantilly en 2018,.
En 2025, dans le cadre d'une assemblée extraordinaire du Cyclo-club de Nogent-sur-Oise, Alain Mathieu,  Président du club, transmet officiellement le flambeau à Eddy Seigneur, élu à la majorité absolue. Cette transition s'inscrit dans une volonté de donner un nouveau souffle au club, avec l’ambition de renforcer son dynamisme et de favoriser son développement à travers des projets innovants et une gestion revitalisée.

## Palmarès

### Palmarès amateur
- 1987
  - 2e du championnat de France juniors sur route
- 1989
  - 4e étape du Ruban granitier breton
  - Ronde de l'Oise
- 1990
  - Grand Prix de Nogent-sur-Oise
  - Grand Prix de Pérenchies
  - 3e du Tour de Bavière
- 1991
  - Ronde de l'Oise
  - 2e du Tour de Normandie
  - 2e du Grand Prix de Nogent-sur-Oise

### Palmarès professionnel
- 1991
  - Prologue et 4e (contre-la-montre) étape du Tour du Poitou-Charentes et de la Vienne
- 1992
  - Prologue du Tour de l'Avenir
  - 2e du Grand Prix d'ouverture La Marseillaise
  - 2e de Bordeaux - Cauderan
  - 3e du Tour du Poitou-Charentes et de la Vienne
- 1993
  - Grand Prix de la ville de Rennes
  - 2eb étape des Quatre Jours de Dunkerque (contre-la-montre)
  - 3eb étape du Tour de l'Oise (contre-la-montre)
  - 10e et 12e (contre-la-montre) étapes du Tour de l'Avenir
  - 2e du Grand Prix d'ouverture La Marseillaise
  - 2e du Tour de l'Oise et de la Somme
  - 2e du Grand Prix d'Isbergues
  - 2e du Duo normand (avec Pascal Lance)
  - 3e des Quatre Jours de Dunkerque
  - 3e du Chrono des Herbiers
  - 3e du Grand Prix des Nations
- 1994
  - Quatre Jours de Dunkerque :
    - Classement général
    - 2eb étape (contre-la-montre)

  - 21e étape du Tour de France
  - Prologue du Tour de l'Avenir
  - 2e du Tour du Haut-Var
  - 2e du Tour de l'Oise et de la Somme
- 1995
  -  Champion de France sur route
  - 1re étape du Circuit de la Sarthe
  - Trio Normand (avec Thierry Gouvenou et François Lemarchand)
  - 2e de Châteauroux Classic de l'Indre
- 1996
  -  Champion de France du contre-la-montre
  - Tour du Poitou-Charentes et de la Vienne :
    - Classement général
    - 5e étape (contre-la-montre)
- 1997
  - Circuit des Mines :
    - Classement général
    - 3e étape (contre-la-montre)

  - 2e du Duo normand (avec Andrea Peron)
  - 2e du GP Breitling
- 2000
  - 2e du championnat de France du contre-la-montre
- 2001
  - 7e étape du Circuit des Mines (contre-la-montre)
  - 2e de la Classic Haribo
  - 3e du championnat de France du contre-la-montre
- 2002
  -  Champion de France du contre-la-montre
- 2003
  -  Champion de France du contre-la-montre
  - 1re et 4eb (contre-la-montre) étapes du Tour de l'Alentejo
- 2004
  -  Champion de France du contre-la-montre
  - Duo normand (avec Frédéric Finot)

### Résultats sur les grands tours

#### Tour de France
7 participations
- 1994 : 51e, vainqueur de la 21e étape
- 1995 : abandon (2e étape)
- 1996 : abandon (6e étape)
- 1998 : hors délais (15e étape)
- 2001 : 95e
- 2002 : 143e
- 2004 : hors délais (4e étape)

#### Tour d'Italie
2 participations
- 1992 : 112e
- 1993 : abandon (12e étape)

#### Tour d'Espagne
3 participations
- 1995 : abandon (5e étape)
- 1998 : abandon (7e étape)
- 2000 : abandon (8e étape)

### Classements mondiaux
| Année           | 2005 |
| --------------- | ---- |
| UCI Europe Tour | 370e |